# 946
946（九百四十六、九四六、きゅうひゃくよんじゅうろく）は、自然数また整数において、945の次で947の前の数である。

## 性質
- 946は合成数であり、約数は1, 2, 11, 22, 43, 86, 473, 946である。
  - 約数の和は1584。
- 946 = 1 + 2 + 3 + 4 + 5 + 6 + 7 + 8 + 9 + 10 + … + 42 + 43
  - 43番目の三角数である。1つ前は903、次は990。
    - 14番目の素数番目の三角数である。1つ前は861、次は1128。(オンライン整数列大辞典の数列 A034953)
    - 3つの正の数の立方数の和で表せる14番目の三角数である。1つ前は820、次は1035。(オンライン整数列大辞典の数列 A119977)
- 946 = 351 + 595
  - 三角数が異なる2つの三角数の和で表せる21番目の数である。1つ前は861、次は990。(オンライン整数列大辞典の数列 A112352)
- 22番目の六角数である。1つ前は861、次は1035。
- 127番目の楔数である。1つ前は942、次は957。
  - 三角数の楔数としては14番目の数である。1つ前は903、次は1378。
- 9462 + 1 = 894917 であり、n 2 + 1 が素数になる71番目の数である。1つ前は930、次は950。(オンライン整数列大辞典の数列 A005574)
- 946 = 32 + 192 + 242 = 82 + 212 + 212 = 92 + 92 + 282 = 92 + 172 + 242 = 122 + 192 + 212
  - 3つの平方数の和5通りで表せる63番目の数である。1つ前は939、次は977。(オンライン整数列大辞典の数列 A025325)
- 946 = 32 + 192 + 242 = 92 + 172 + 242 = 122 + 192 + 212
  - 異なる3つの平方数の和3通りで表せる108番目の数である。1つ前は942、次は948。(オンライン整数列大辞典の数列 A025341)
- 946 = 13 + 63 + 93
  - 3つの正の数の立方数の和1通りで表せる121番目の数である。1つ前は944、次は953。(オンライン整数列大辞典の数列 A025395)
  - 異なる3つの正の数の立方数の和1通りで表せる65番目の数である。1つ前は919、次は953。(オンライン整数列大辞典の数列 A025399)
  - n = 3 のときの 1n + 6n + 9n の値とみたとき1つ前は118、次は7858。(オンライン整数列大辞典の数列 A074522)
- 946 = 33 + 43 + 73 + 83
  - 4つの正の数の立方数の和で表せる268番目の数である。1つ前は945、次は947。(オンライン整数列大辞典の数列 A003327)
  - 異なる正の数の4つの立方数の和1通りで表せる71番目の数である。1つ前は945、次は954。(オンライン整数列大辞典の数列 A025408)
- 各位の和が19になる40番目の数である。1つ前は937、次は955。

## その他 946 に関連すること
- 1ガロン(3.785411784L)の4分の1「クォーターガロン」=約946ml。
  - 日本国内で販売されている1リットル級のパックは、沖縄県に限り946mlで売られていることが多い。
- 語呂合わせで釧路を指す。